# Diana z Akteonem i Kallisto
Diana z Akteonem i Kallisto – obraz Rembrandta, sygnowany REMBRANDT. FT 1634.
Temat obrazu został zaczerpnięty z dzieła Metamorfozy Owidiusza. Historia opowiada o Akteonie, który zaskakuje boginię Dianę i jej towarzyszki podczas kąpieli. Czyn ten rozgniewał boginię łowów, która zamieniła Akteona w jelenia, którego później rozszarpały jego własne psy. Motyw późniejszy został przedstawiony przez Tycjana na obrazie Śmierć Akteona.

## Opis obrazu
Rembrandt przedstawia moment, gdy Akteon zostaje przyłapany na podglądaniu nimf i bogini Diany. Takie miniaturowe przedstawianie scen było popularne w okresie twórczości artysty, choć sam namalował tylko jeden taki obraz.
Kobiety uciekają z wody i gromadzą się zawstydzone w grupy zasłaniając swoją nagość. Diana, w odruchu zmieszania zanurza ręce w wodzie chcąc bronić się przed wzrokiem lubieżnika i ochlapać go. Na to, iż jest to pierwsza faza metamorfozy Akteona świadczą rogi, które wyrosły jego głowie. Wkrótce przeobrazi się w jelenia, a psy zgromadzone wokół niego, jeszcze niewinne bawiące się ze sobą, również zmienią się w groźne bestie co w konsekwencji doprowadzi do śmierci Akteona przez rozszarpanie. W XVII wieku popularna była interpretacja mitu i jego moralny wydźwięk: Akteon przez pofolgowanie swoim żądzom doprowadził do własnej zagłady.
Na pierwszym planie, przodem do widza, stoi ulubiona nimfa Diany, Kallisto, Wyraźnie widać jej ciężarny stan. Według mitu była kochanką Zeusa z którym miała syna Arkosa. Hera z zazdrości zamieniła ją w niedźwiedzia, a Zeus przeniósł ją na sklepienie niebieskie.